# Tyloksapol
Tyloksapol – organiczny związek chemiczny będący polimerem, stosowany jako lek zmniejszający napięcie powierzchniowe, przywracający ruch rzęsek nabłonka oskrzelowego i przez to ułatwiający usuwanie wydzieliny.
Stosuje się tylko w warunkach szpitalych, w torakochirurgii, w zaburzeniach oddychania u małych dzieci. Podawany przez inhalację.

Przeczytaj ostrzeżenie dotyczące informacji medycznych i pokrewnych zamieszczonych w Wikipedii.